# Маргарета фон Ербах
Маргарета фон Ербах (*на немски: Margareta von Erbach; * 17 май 1576, Ербах, Оденвалд; † 26 май 1635, Улм, Баден-Вюртемберг) е графиня от Ербах и чрез женитба графиня на Йотинген-Йотинген-Харбург в Швабия, Бавария.

## Произход и брак
Тя е дъщеря на граф Георг III фон Ербах (1548 – 1605) и втората му съпруга графиня Анна фон Золмс-Лаубах (1557 – 1586), дъщеря на граф Фридрих Магнус I фон Золмс-Лаубах († 1561) и Агнес фон Вид († 1588).
Маргарета се омъжва на 17 май 1598 г. в Йотинген за граф Лудвиг Еберхард фон Йотинген-Йотинген (* 9 юли 1577; † 4 юли 1634), син на граф Готфрид фон Йотинген-Йотинген (1554 – 1622) и първата му съпруга графиня Йохана фон Хоенлое-Валденбург (1557 – 1585). Неговата мащеха е пфалцграфиня Барбара фон Пфалц-Цвайбрюкен-Нойбург (1559 – 1618). Нейният брат Фридрих Магнус фон Ербах (1575 – 1618) се жени на 18 септември 1597 г. за сестра му Йохана Хенриета фон Йотинген-Йотинген (1578 – 1619).

## Деца
Маргарета и Лудвиг Еберхард имат четиринадесет деца:
- Готфрид Георг (1 август 1599 – 24 септември 1599)
- Мария Магдалена (28 август 1600, Йотинген – 29 май 1636, Страсбург), омъжена I. на 23 април 1620 г. в Йотинген за граф Хайнрих Вилхелм фон Золмс-Зоненвалде (21 март 1583 – 21 март 1632), II. на 27 август 1633 г. във Вюрцбург за граф Георг Фридрих фон Хоенлое-Нойенщайн-Вайкерсхайм (5 септември 1569 – 7 юли 1645)
- Волфганг Вилхелм (14 октомври 1601 – 11 март 1602)
- Йохана (10 септември 1602, Харбург – 17 септември 1639, Страсбург), омъжена на 24 ноември 1619 г. в Буксвилер за граф Филип Волфганг фон Ханау-Лихтенберг (10 август 1595 – 24 февруари 1641)
- Анна Елизабет (3 ноември 1603, Йотинген – 3 юни 1673, Биркенфелд), омъжена I. на 24 юни 1629 г. в Тройхтлинген за фелд-маршал граф Готфрид Хайнрих фон Папенхайм (29 май 1594 – 16 ноември 1632, убит в Луцен), II. на 11 юни 1642 г. за граф Йохан Филип II фон Лайнинген-Дагсбург-Харденбург (26 април 1588 – 25 април 1643), III. на 7 март 1649 г. в замък Харбург за пфалцграф Георг Вилхелм фон Биркенфелд (16 август 1591 – 25 декември 1669)
- Барбара Доротея (10 март 1605, Йотинген – 19 март 1651), омъжена на 16 ноември 1623 г. в Алехайм за Йоахим Готфрид Шенк фон Лимпург (25 юни 1597 – 19 март 1651)
- Ернст (* 1606)
- Юлиана (края на 23 юни 1607 – 22 юни 1608)
- Фридрих (30 август 1608 – 2 април 1628)
- Кристина (8 октомври 1609 – 1632)
- Агата (27 декември 1610, Йотинген – 26 март 1680, Вертхайм), омъжена I. на 8 декември 1633 г. (развод 1649) за Лоренц IV фон Хофкирхен († началото на 1656), II. на 1 октомври 1657 г. в Щутгарт за граф Густав Аксел фон Льовенщайн-Вертхайм-Вирнебург (2 декември 1632 – 26 март 1683)
- Йоахим Ернст (31 март 1612, Йотинген – 8 август 1659, замък Харбург), граф на Йотинген-Йотинген, женен I. на 18 декември 1633 г. в Йотинген за графиня Анна Сибила фон Золмс-Зоненвалде (1615 – 29 септември 1635, Нюрнберг), II. на 5 декември 1638 г. в Нойенщайн за графиня Анна Доротея фон Хоенлое-Нойенщайн-Глайхен (26 януари 1621 – 16 септември 1643), III. на 9 май 1647 г. в Нюрнберг за пфалцграфиня Анна София фон Пфалц-Зулцбах (6 юли 1621 – 25 май 1675)
- София (8 юли 1613 – 17 февруари 1651)
- дъщеря (5 април 1615 – 1615/1625)